# Fußball-Club Falke von 1930 e.V. Markt Schwaben
Fußball-Club Falke von 1930 e.V. Markt Schwaben é uma agremiação esportiva alemã, fundada em 1930, sediada em Markt Schwaben, na Baviera.

## História
Falke é a palavra alemã para falcão, o animal descrito nos brasões de armas de Markt Schwaben. O clube foi formado a partir da fusão dos antecessores Ballspiel-Club Markt Schwaben e Deutsche Jugendkraft Markt Schwaben. No rescaldo da Segunda Guerra Mundial o clube brevemente desapareceu quando as autoridades aliadas de ocupação proibiram o funcionamento de todas as organizações do país, incluindo as esportivas, como parte do processo de desnazificação. Antes de ser restabelecido a 4 de novembro de 1945. 
Em 1967, a equipe ganhou seu primeiro título e a promoção para a Landesliga Bayern-Süd, na qual atuou por sete temporadas, antes de ser rebaixado.
O Falke reapareceu na Landesliga (V), em 2001, tendo passado as últimas nove temporadas na Oberbayern Bezirksoberliga  e imediatamente conquistou o título. Chegou à Oberliga Bayern (IV), na qual jogou duas temporadas.
Após um 17°, em 2011, passou a jogar na Oberbayern Bezirksoberliga (VII). No final da temporada 2011-12 se qualificou diretamente para a Landesliga recentemente expandida depois de terminar em quarto na Bezirksoberliga.

## Títulos

### Liga
- Landesliga Bayern-Süd
  - Campeão: 2001
- Bezirksoberliga Oberbayern
  - Vice-campeão: 2000
- Bezirksliga Oberbayern-Ost
  - Campeão: 1967, 1991

## Cronologia recente
| Temporada | Divisão                    | Módulo | Posição |
| 1999–2000 | Bezirksoberliga Oberbayern | VI     | 2° ↑    |
| 2000–01   | Landesliga Bayern-Süd      | V      | 1° ↑    |
| 2001–02   | Bayernliga                 | IV     | 13°     |
| 2002–03   | Bayernliga                 | IV     | 17° ↓   |
| 2003–04   | Landesliga Bayern-Süd      | V      | 4°      |
| 2004–05   | Landesliga Bayern-Süd      | V      | 6°      |
| 2005–06   | Landesliga Bayern-Süd      | V      | 13°     |
| 2006–07   | Landesliga Bayern-Süd      | V      | 10°     |
| 2007–08   | Landesliga Bayern-Süd      | V      | 16°     |
| 2008–09   | Landesliga Bayern-Süd      | VI     | 13°     |
| 2009–10   | Landesliga Bayern-Süd      | VI     | 10°     |
| 2010–11   | Landesliga Bayern-Süd      | VI     | 17° ↓   |
| 2011–12   | Bezirksoberliga Oberbayern | VII    | 4° ↑    |
| 2012–13   | Landesliga Bayern-Südost   | VI     | °       |

## Fonte
- Grüne, Hardy (2001). Vereinslexikon. Kassel: AGON Sportverlag ISBN 3-89784-147-9